# Ádám (regény)
Az Ádám Justh Zsigmond kisregénye, melyet 1885 nyarán írt, de csak jóval halála (1894) után, 1941-ben jelent meg. A kéziratot Kozocsa Sándor rendezte sajtó alá.

## Témája
Justh a maga korában nem éppen hétköznapinak számító témához nyúlt: a megcsalás/házasságtörés mindig is kényes téma volt az irodalomban. Ennek ellenére ezt helyezte bele az általa jól ismert falusi atmoszférába, ráadásul egy vallásos családba. Írásában az emberi erkölcsök értékét, az emberek értékvesztését boncolgatta; végkövetkeztetést ugyanakkor nem vont le a műve végén, azt az olvasóra bízta.

## Szereplők
- Csőllér Ádám, segédlelkész
- Pallós Kelemen, tiszteletes
- neje, Pallós Kelemenné Engelhardt Leona
- leányuk, Pallós Margit
- Rozi, cselédjük
- Czók, Tompás község jegyzője
- neje, Czókné
- leányuk, Czók Ilka
- Bentás, kántortanító
- neje, Bentásné
- Sartory, kerületi orvos
- Elemérfalvy Zsuzsánna
- plébános, korcsmáros, lakosok

## Cselekmény
|  | Alább a cselekmény részletei következnek! |

A történet egy fiktív településen, Tompáson játszódik. A község a Tisza partján fekszik, közel Szentes városához. A helyi kálvinista lelkész (Pallós Kelemen) várja, hogy megérkezzen Ádám, az új segítője. Házában összegyűlt a helybéli intelligencia, azaz a község elöljárói. A férfiak kártyáznak, a nők pletykálnak. Ebbe a környezetbe csöppen bele Csőllér segédlelkész, akibe nyomban beleszeret Leona, aki mindig is sokat olvasott francia regényei főhőseinek megtestesülésére várt. Férjét sosem szerette, koldus volt, mielőtt Pallós úr rátalált volna. Leona mindenáron el akarja csábítani Ádámot, aki egy darabig ellenáll, de végül ráébred: őt sosem szerette soha senki (ő is földönfutó volt, mielőtt alkalmazta volna Pallós).
Az eset után többször találkoznak, de egyszer Czókné, a jegyzőné kifigyeli őket. Szája nem jár el, ugyanis ő maga is csalja férjét Sartory doktorral. Időközben kiderül, hogy a lelkész lánya, Margit komoly szívbeteg, óvni kell a megpróbáltatásoktól. Ennek ellenére ő is beleszeret Ádámba, aki kénytelen elutasítani őt anyjával folytatott viszonya miatt. Egy színi társulat érkezése megbolygatja a történetet: az előadás előtt Ádám és Leona összevesznek, ezért Leona féltékennyé akarja tenni őt. Kikezd a doktorral, ezért Czókné megharagszik Leonára. Mérgében elmeséli a látottakat Pallósnak, aki hazarángatja feleségét (Ádám követi őket), majd kidobálja holmijait.
Leona elmegy a színészekkel, beáll primadonnának. Ádám úgy dönt, elhagyja a falut, Margit végighallgatta apja és anyja veszekedését, rosszul lett. Behívatja Ádámot, kibékíti az apjával és kér tőle egy csókot, majd meghalt. Ádám nem megy el a temetésre, de kilopódzik a gyászmenet után. Miután mindenki elment, odamegy a sírhoz, s a korábban Margittól kapott virágcsokrot ráteszi a sírhalomra.
|  | Itt a vége a cselekmény részletezésének! |